# لئوپولد اول، شاهزاده آنهالت-دسائو
لئوپولد اول، شاهزاده آنهالت-دسائو (۳ ژوئیه ۱۶۷۶ – ۷ آوریل ۱۷۴۷) شاهزاده آلمانی خاندان آسکانیا و حاکم شاهزاده نشین آنهالت-دسائو از ۱۶۹۳ تا ۱۷۴۷ میلادی بود. او همچنین ژنرال فلدمارشال در ارتش پروس بود. او با نام مستعار "Dessauer قدیمی" (به آلمانی: der alte Dessauer)، توانایی های خوبی به عنوان یک فرمانده میدانی داشت، اما عمدتاً به عنوان یک استاد با استعداد که پیاده نظام پروس را مدرن کرد، یاد می شود.
لئوپولد که در سال ۱۷۱۲ میلادی توسط فردریک اول به درجه فیلد مارشال منصوب شد، به دلیل موفقیت خود در طول جنگ جانشینی اسپانیا تبدیل به فرماندهی متمایز شد. او بعدها به عنوان فرمانده ارتش پروس-ساکسون در طول جنگ بزرگ شمال علیه سوئد منصوب شد. لئوپولد دوست شخصی فردریک ویلیام اول بود. آخرین دستاورد بزرگ حرفه نظامی او فرماندهی نیروهای پروس برای پیروزی بر ساکسون ها در نبرد کسلزدورف در سال ۱۷۴۵ میلادی در طول جنگ دوم سیلزی بود.